# ولز (نیویورک)
ولز (به انگلیسی: Wales) یک منطقهٔ مسکونی در ایالات متحده آمریکا است که در شهرستان ایری، نیویورک واقع شده‌است. ولز ۹۲٫۳۰ کیلومتر مربع مساحت و ۳٬۰۰۵ نفر جمعیت دارد و ۴۰۷ متر بالاتر از سطح دریا واقع شده‌است.